# Bobartia
Bobartia, biljni rod iz porodice perukikovki smješten u tribus Irideae. Postoji 17 vrsta koje rastu kao endemi po Južnoafričkoj Republici.

## Vrste
1. Bobartia anceps Baker
2. Bobartia aphylla (L.f.) Ker Gawl.
3. Bobartia fasciculata J.B.Gillett ex Strid
4. Bobartia filiformis (L.f.) Ker Gawl.
5. Bobartia gladiata (L.f.) Ker Gawl.
6. Bobartia gracilis Baker
7. Bobartia indica L.
8. Bobartia lilacina G.J.Lewis
9. Bobartia longicyma J.B.Gillett
10. Bobartia macrocarpa Strid
11. Bobartia macrospatha Baker
12. Bobartia orientalis J.B.Gillett
13. Bobartia paniculata G.J.Lewis
14. Bobartia parva J.B.Gillett
15. Bobartia robusta Baker
16. Bobartia rufa Strid
17. Bobartia vlokii Goldblatt & J.C.Manning; Kao 17. vrsta opisana 2020.

## Sinonimi
- Hecaste Sol. ex Schumach.